# Étienne-François Le Tourneur
Étienne-François-Louis-Honoré Letourneur, Le Tourneur, o Le Tourneur de la Manche (15 de març de 1751 – 4 d'octubre de 1817) va ser un polític francès durant la Revolució Francesa.

## Biografia
Nascut a Granville, Manche, estudià a l'Escola militar. El 1792 va ser elegit per l'Assemblea Legislativa Francesa per Manche.

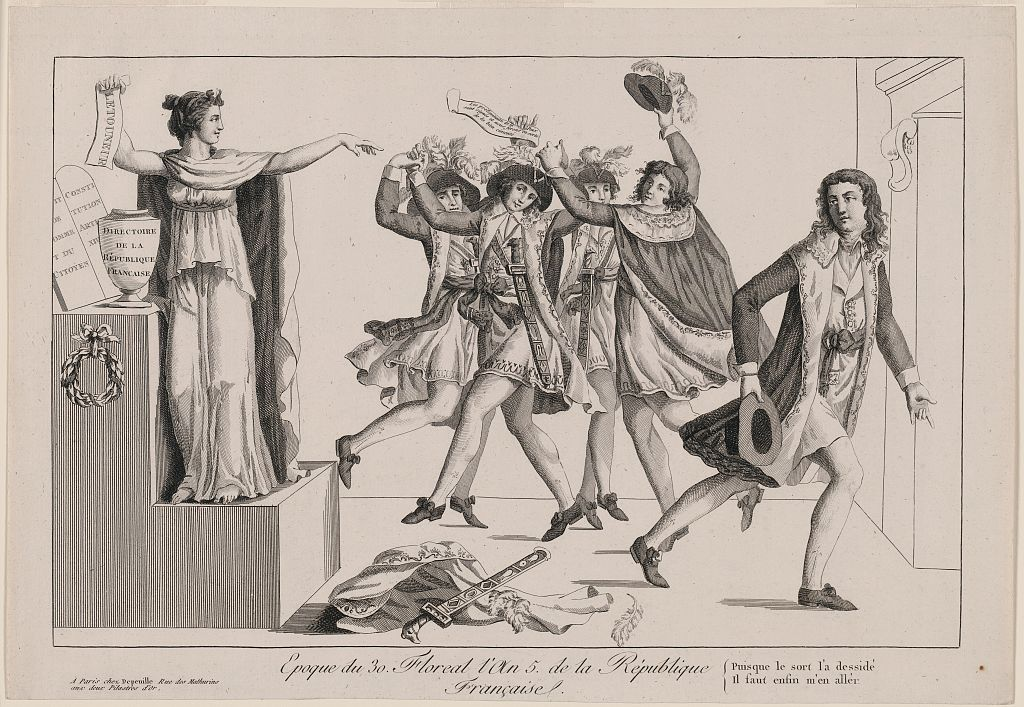
Caricatura (19 d'abril de 1797)

Letourneur va presidir el Directori Francès des del 2 de novembre de 1795 fins l'abril de 1797.
Sota el Consulat, Letourneur va ser designat per Napoleó I prefecte del Departament Loire-Atlantique.Tanmateix, Letourneur es va exiliar després del Primer Imperi Francès a Brussel·les.